# 福住 (企業)
株式会社福住（ふくじゅう）は、 福岡県福岡市中央区天神に本社を置く不動産会社である。

## 概要
主に福岡市とその周辺地域を中心に不動産の賃貸、及び売買、更に駐車場やオフィスビルの管理を行なっている。
良質なサービス提供を目的として、2000年に不動産流通業界の中で初めてISO9001を取得した。

## 沿革
- 1975年3月 - 会社設立